# Туртл-Рівер (Міннесота)
Туртл-Рівер (англ. Turtle River) — місто (англ. city) в США, в окрузі Белтремі штату Міннесота. Населення — 88 осіб (2020).

## Географія
Туртл-Рівер розташований за координатами 47°35′17″ пн. ш. 94°45′29″ зх. д. / 47.58806° пн. ш. 94.75806° зх. д. (47.588184, -94.758112).  За даними Бюро перепису населення США в 2010 році місто мало площу 2,88 км², уся площа — суходіл.

## Демографія
Згідно з переписом 2010 року, у місті мешкало 77 осіб у 37 домогосподарствах у складі 24 родин. Густота населення становила 27 осіб/км².  Було 44 помешкання (15/км²).
Расовий склад населення:
| - 98,7 % — білих - 1,3 % — корінних американців |

До двох чи більше рас належало 0,0 %. Частка іспаномовних становила 0,0 % від усіх жителів.
За віковим діапазоном населення розподілялося таким чином: 15,6 % — особи молодші 18 років, 75,3 % — особи у віці 18—64 років, 9,1 % — особи у віці 65 років та старші. Медіана віку мешканця становила 50,8 року. На 100 осіб жіночої статі у місті припадало 97,4 чоловіків;  на 100 жінок у віці від 18 років та старших — 103,1 чоловіків також старших 18 років.
Середній дохід на одне домашнє господарство  становив 72 149 доларів США (медіана — 69 375), а середній дохід на одну сім'ю — 75 470 доларів (медіана — 70 625). 
Цивільне працевлаштоване населення становило 57 осіб. Основні галузі зайнятості: освіта, охорона здоров'я та соціальна допомога — 26,3 %, роздрібна торгівля — 17,5 %, фінанси, страхування та нерухомість — 14,0 %, виробництво — 12,3 %.